# Fouad al-Rikabi
Fouad al-Rikabi (arabe : فؤاد الركابي , romanisé :  Fuʾād al-Riqābī ; 1932 – décembre 1971) était un homme politique irakien et l'un des fondateurs de la branche régionale irakienne du Parti Baas socialiste arabe. Al-Rikabi est devenu secrétaire du commandement régional irakien du parti Baas en 1954 et a occupé ce poste jusqu'en 1959. Tout au long de son mandat, la branche régionale irakienne a élargi son effectif et est devenue un parti leader dans le paysage politique irakien. À la suite de la révolution du 14 juillet 1958 qui renversa la monarchie, al-Rikabi fut nommé ministre du Développement dans le gouvernement d'unité d'Abdel Karim Kassem.
Dès la mise en place du gouvernement, une lutte de pouvoir s'engage rapidement entre Qasim, un nationaliste irakien soutenu par le Parti communiste irakien, et Abdul Salam Arif, un nationaliste arabe. Al-Rikabi a soutenu ce dernier. Avec d'autres membres du cabinet, al-Rikabi a démissionné en signe de protestation lorsqu'Arif a perdu la lutte pour le pouvoir à la fin de 1958. Al-Rikabi et la branche régionale irakienne du parti Baas sont parvenus à la conclusion que le seul moyen d'accélérer l'entrée de l'Irak dans la République Arabe Unie devait assassiner Kassem. La tentative d'assassinat a échoué et la plupart des principaux baasistes et co-conspirateurs, y compris al-Rikabi, ont fui vers la Syrie. Peu de temps après, le 29 novembre 1959, le commandement régional irakien fut dissous.
Al-Rikabi a soutenu la faction nassériste – partisans de Gamal Abdel Nasser – dans une lutte de pouvoir au sein du parti Baas à la fin des années 1950 contre les Aflaqites, partisans de Michel Aflaq. Il partage l'observation d'Abdallah Rimaoui selon laquelle le Commandement national, l'organe dirigeant du parti Baas, s'est écarté de la pensée baasiste. Al-Rikabi a tenté mais n'a pas réussi à convaincre la branche régionale irakienne du parti Baas de se séparer du commandement national et, le 15 juin 1961, il a été expulsé du parti. Dès lors, al-Rikabi était un Nassérien éminent, actif d'abord dans le commandement révolutionnaire Baas de Rimaoui, puis dans l'Union socialiste arabe d'Aref. Après la prise du pouvoir par le parti Baas lors de la révolution du 17 juillet 1968, al-Rikabi a été arrêté. Il a été tué par des codétenus selon un récit officiel, des médias non affiliés à l'État irakien ont affirmé qu'il avait été tué par les services de sécurité irakiens.

## Biographie
Al-Rikabi est né dans une famille musulmane chiite à Nassiriyah en 1932. Il a fréquenté l'école d'ingénieurs de Bagdad. Il est l'un des fondateurs de la branche régionale irakienne du Parti Baas socialiste arabe qui a été créée en 1951 ou en 1952. Bien qu'il existe une certaine confusion entre les différentes sources, certains historiens affirment que Rikabi est devenu secrétaire régional en 1951 ou en 1952. 1952 et fut le premier chef de la branche régionale irakienne, d'autres affirment qu'il prit ce poste pour la première fois en 1954 (succédant à Fakhri Kaddouri),,.
Le parti était initialement composé d'une majorité de musulmans chiites, car al-Rikabi recrutait des partisans principalement parmi ses amis et sa famille et sa communauté, mais il est progressivement devenu dominé par les sunnites. Entre 1952 et 1963, 54% des membres du commandement régional du Baas étaient considérés comme des musulmans chiites. Cette majorité s'explique en grande partie par la campagne de recrutement efficace d'al-Rikabi dans les zones chiites. Entre 1963 et 1970, après la démission d'al-Rikabi, la représentation chiite au sein du commandement régional est tombée à 14%. Cependant, sur les trois factions qui existaient au sein du parti Baas, deux avaient des dirigeants chiites. Selon les archives de la police, le nombre de membres de la branche régionale irakienne était passé à 289 en 1955. Deux ans plus tard, al-Rikabi a affilié la branche régionale irakienne au Front national , un groupe d'opposition composé du Parti communiste irakien, du Parti national démocratique et le Parti Istiqlal. Le front a accueilli favorablement la révolution du 14 juillet 1958, qui a renversé la monarchie irakienne. Après la révolution, le nombre de membres de la branche régionale irakienne a augmenté, Selon al-Rikabi, 300 personnes avaient rejoint le parti, 1 200 étaient des assistants organisés, 2 000 étaient des sympathisants organisés et environ 10 000 personnes étaient des sympathisants non organisés.

## Années sous Abdel Karim Kassem
Un cabinet dirigé par Abdel Karim Kassem en tant que Premier ministre et ministre de la Défense a été créé peu après la Révolution du 14 juillet. Al-Rikabi, qui représentait le parti Baas, a été nommé ministre du Développement. Peu de temps après que le nouveau gouvernement ait pris le pouvoir, une lutte de pouvoir a commencé entre Kassem, qui représentait les nationalistes irakiens et les communistes, et Abdel Salam Aref, qui représentait les intérêts des nationalistes panarabes. L'Irak avait été invité à rejoindre la République arabe unie (RAU), une union composée de l'Égypte et de la Syrie. Michel Aflaq , l'un des principaux fondateurs du Baasisme, du parti Baas et de la RAU, se rendit en Irak à la fin du mois de juillet 1958 pour tenter de convaincre le gouvernement de Kassem de rejoindre la RAU. Aref a perdu la lutte pour le pouvoir et, le 30 novembre 1958, il a été contraint de démissionner de ses postes de vice-premier ministre et de ministre de l'Intérieur. Cela a conduit à une répression des activités nationalistes arabes, y compris de la branche régionale irakienne du parti Baas. Pour protester contre la démission forcée d'Aref et le comportement autoritaire accru du gouvernement de Kassem, un certain nombre de membres du cabinet, dont al-Rikabi, ont démissionné en signe de protestation.
L'échec d'Aref et du soulèvement de Mossoul en 1959 par le colonel pro-UAR Abdel-Wahab al-Shawaf a conduit al-Rikabi et la branche régionale irakienne du parti Baas à conclure que le seul moyen de garantir un régime nationaliste arabe était en assassinant Kassem. À la suite d'une baisse de popularité de Kassem, la branche régionale irakienne a fixé sa tentative d'assassinat au 7 octobre 1959. La tentative a échoué et la plupart des principaux baasistes et personnalités de la conspiration, y compris al-Rikabi, se sont enfuis en Syrie. L'organisation du parti Baas a été affaiblie à la suite de l'échec de la tentative d'assassinat, et le 29 novembre 1959, le commandement régional a été dissous.

### Expulsion du parti Baas irakien
À l'époque de la RAU, le parti Baas était divisé en deux factions, Aflaqites – les partisans d'Aflaq – et nasséristes – les partisans de Gamal Abdel Nasser. Dans ce conflit, al-Rikabi a soutenu la faction nassériste contre les Aflaqistes, qui contrôlaient la direction du parti. Le conflit s'est intensifié lorsqu'Abdallah Rimaoui, secrétaire du commandement régional jordanien du parti Baas, a été démis de ses fonctions et a créé le commandement révolutionnaire du Baas, qui s'est opposé à l'influence des Aflaqites. Al-Rikabi s'est ouvertement opposé au commandement national, l'organe dirigeant du parti Baas, en juin 1959. Le 24 juin, il a tenu une conférence de presse à Beyrouth où il a déclaré que la branche régionale irakienne du parti Baas avait rompu ses relations avec le commandement national. La raison qu’il a donnée était que le commandement national était dirigé par des déviationnistes. Il a cité comme preuve la dissolution de la RAU, la collaboration du Commandement national avec des groupes anti-nationalistes tels que les communistes et l'expulsion de membres ayant des opinions révolutionnaires nationales. Al-Rikabi pensait également que le commandement national avait perdu confiance dans ses croyances baasistes, alors que la branche régionale irakienne en avait le plus besoin. La branche régionale irakienne a été impliquée dans le Soulèvement de Mossoul en 1959.
Le commandement national a répondu à ces accusations en déclarant qu'al-Rikabi n'était pas qualifié pour parler au nom du parti et qu'en outre, il avait perdu son droit de parler au nom de la branche régionale irakienne du parti Baas lorsque le commandement régional irakien a été dissoute le 29 novembre 1959. Le commandement régional irakien reconstitué a adopté une résolution le 2 février 1962 qui expulsait al-Rikabi de l'organisation et nommait Talib Hussein ash-Shabibi au poste de secrétaire général. Les attaques contre al-Rikabi se sont poursuivies et le Congrès régional irakien a appelé en juillet 1960 le commandement national à ouvrir une enquête contre lui. Lors de la quatrième conférence nationale à Beyrouth, le commandement national a adopté une résolution déclarant qu'al-Rikabi n'avait désormais aucune responsabilité dans les affaires du parti Baas. Le 14 octobre 1960, le parti Baas ordonna à al-Rikabi de répondre aux accusations portées contre lui par le Congrès régional irakien. Al-Rikabi a été expulsé du parti Baas le 15 juin 1961 pour son incapacité à répondre aux accusations portées contre lui, son soutien au commandement révolutionnaire du Baas et sa diffusion de pensées anti-commandement national.
Peu de temps après la première confrontation d'al-Rikabi avec le Commandement national, Rimawi a publié une déclaration au nom du Commandement révolutionnaire Baas selon laquelle il soutenait al-Rikabi dans sa lutte contre le Commandement national. Après la dissolution de la RAU en 1962, la Voix des Arabes (Radio du Caire), qualifiant al-Rikabi de « [Secrétaire général] SG du Parti Baas socialiste arabe d'Irak », a annoncé son opposition à la rupture de la RAU. Al-Rikabi aurait été membre du commandement révolutionnaire Baas au début de 1962.

## Années nassériennes

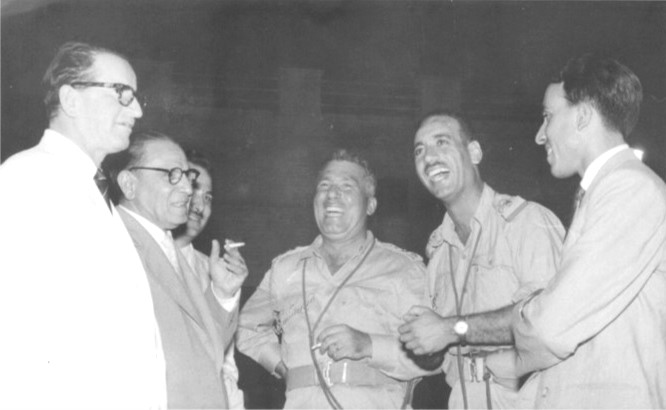
Rikabi (dernier à droite) avec le président irakien Abdel Salam Aref (deuxième à droite), années 1960.

Avec Rimaoui et d'autres transfuges palestiniens de la branche régionale syrienne, al-Rikabi a formé le Mouvement des unionistes socialistes, un mouvement politique nassérien. Al-Rikabi est devenu ministre des Affaires rurales sous le président Abdel Salam Aref (qui a renversé Kassem en 1963) jusqu'à sa démission en 1965.

## Arrestation et mort
Il a été arrêté en 1971 et ensuite tué en prison, peut-être par les services de sécurité irakiens. L'explication officielle de sa mort était qu'il avait été tué par des codétenus. La presse arabe libre en a cependant imputé la responsabilité au gouvernement irakien.